# Dun Laoghaire-Rathdown
Dun Laoghaire-Rathdown (irsk: Dún Laoghaire–Ráth an Dúin) er et administrativt county i Republikken Irland. Det tilhører ikke Irlands 26 historiske grevskaber, men opstod den 1. januar 1994, da County Dublin blev forvaltningsteknisk opdelt.
Dun Laoghaire-Rathdown er arealmæssig Irlands mindste county. Det strækker sig fra den sydøstlige del af byen Dublin fra det Irske Hav til udløberne af Wicklow Mountains. Den sydlige del grænser op til County Wicklow og den vestlige del til South Dublin.
De vigtigste trafikforbindelser med Dublin er Dublin Area Rapid Transit-banen langs med kysten og bybanen Luas med en grøn og rød linje. Havnebyen Dún Laoghaire er en vigtig færgehavn med færgeforbindelse til Holyhead i det nordlige Wales.